# شهرستان تونگده
شهرستان تونگده (به لاتین: Tongde County) یک شهرستان‌های جمهوری خلق چین در چین است که در ولایت خودمختار هاینان تبتی واقع شده‌است.